# ووکس لاس روبیگنی
ووکس لاس روبیگنی (به فرانسوی: Vaux-lès-Rubigny) یک کمون در فرانسه است که در Canton of Chaumont-Porcien واقع شده‌است.

## خصوصیات
ووکس لاس روبیگنی ۳٫۹۲ کیلومترمربع مساحت و ۴۸ نفر جمعیت دارد و ۱۸۰ متر بالاتر از سطح دریا واقع شده‌است.